# Тоді пуерто-риканський
Тоді пуерто-риканський (Todus mexicanus) — вид сиворакшоподібних птахів родини тодієвих (Todidae).

## Поширення
Ендемік Пуерто-Рико. Поширений у лісових районах по всьому острові.

## Опис
Тіло завдовжки до 11 см, вагою 5-6 г. Верхня частина тіла смарагдово-зеленого забарвлення. Боки та підхвістя жовті. Груди та черево білі. Горло та нижня частина дзьоба червоні. Дзьоб довгий та сплющений.

## Спосіб життя
Територіальний вид, кожна пара займає територію 0,7-2 га. Живиться переважно комахами. Сезон розмноження припадає на лютий-травень. Гніздо облаштовує у норі завглибшки 35 см. У гнізді до 4 яскраво-білих яєць. Інкубація триває 21 день. Насиджують обидва партнери почергово.